# Lật mặt 6: Tấm vé định mệnh
Lật mặt 6: Tấm vé định mệnh là một bộ phim điện ảnh của Việt Nam năm 2023 do Lý Hải đạo diễn. Phần thứ 6 của loạt phim Lật Mặt, bộ phim có sự tham gia của Quốc Cường, Trung Dũng, Huy Khánh, Thanh Thức, Huỳnh Thi, Kim Hải.

## Nội dung
Phim kể về tấm vé số có mệnh giá 10 ngàn đồng và sở hữu những con số "định mệnh" gồm 10, 16, 18, 20, 27, 28 - đây là tập hợp những con số ngày sinh của hội bạn thân gồm 6 người: Phương, Khanh, Phát, An, Toàn và Lộc. Câu chuyện bắt đầu khi Phương mua một tấm vé số có dãy số là tập hợp ngày sinh của cả 6 người. Và nếu như tấm vé này may mắn trúng giải, họ sẽ chia đều tiền thưởng cho cả 6 người. Và quả nhiên, tấm vé định mệnh này đã đem về cho nhóm một giải thưởng tới hơn 136 tỷ đồng. Tuy nhiên, người giữ tấm vé số là An lại gặp tai nạn tang thương và tấm vé số nằm ở ốp lưng điện thoại đã theo anh xuống mồ. Chính lúc này, dã tâm và bản năng của con người trỗi dậy. Hội bạn 5 người còn lại, kẻ thì muốn đào mộ để lấy tấm vé bị chôn trong mồ, người thì muốn ngăn cản bởi vì đó là phạm pháp.
Phương đứng trước nguy cơ phá sản khi xưởng dệt chiếu của anh bị cháy, con gái của anh thì bị bệnh nan y cần tiền để phẫu thuật. Phương, Khanh, Toàn và Lộc quyết định đào mộ An để lấy tấm vé, chỉ có Phát là không tham gia. Khi nhóm bốn người có được tấm vé, Lộc - người ham mê đá gà nên lâm vào cảnh nợ nần - đã cho ba người còn lại uống nước sâm có pha thuốc ngủ hòng chiếm tấm vé cho riêng mình. Nhóm bạn sau đó có một cuộc rượt đuổi gây cấn trên đường, họ còn đụng độ với băng nhóm của gã giang hồ Hai Gà. Tấm vé đã được lấy lại, nhưng Lộc không may bị thương ở bụng.
Các đại lý vé số ở địa phương không có đủ 136 tỷ đồng đổi cho nhóm bạn nên họ phải lên Sài Gòn lãnh tiền. Phát và Liên (vợ của An) yêu cầu được chia tiền và cũng đi cùng họ. Trên đường đi, cả nhóm dừng chân tại một nhà nghỉ. Đêm đó, Toàn cố gắng cưỡng hiếp Liên thì Phát can thiệp. Phát và Toàn xảy ra ẩu đả, trong lúc vật lộn Phát đã vô tình đâm chết Toàn. Phát van xin những người bạn của mình đừng báo công an và cũng không đòi chia tiền nữa. Sau khi chôn xác Toàn, Phát và Liên quay về nhà. Chỉ còn Phương, Khanh và Lộc ở lại nhà nghỉ. Khanh trong cơn say xỉn định đánh Phương và Lộc nhưng lại lao vào đầu xe ôtô của Phương, sau đó Lộc cũng bất tỉnh, Phương phải đưa cả hai người bạn vào bệnh viện.
Tại Sài Gòn, Phương đến một công ty xổ số để lãnh tiền thì biết được rằng tấm vé đã bị ai đó sửa số từ trước, khiến anh không thể nhận tiền. Sau đó trên báo đưa tin về một cô gái đã lãnh được 136 tỷ đồng với tấm vé thật, cô ta được giấu mặt nhưng Phương vẫn phát hiện ra đó là Liên khi thấy chiếc bông tai cô ta đeo. Phương nhanh chóng về quê, kịp thời ngăn cản Liên bỏ trốn. Lúc này Liên tiết lộ rằng cô chỉ làm theo sự chỉ đạo của Phát. Trước đó, khi xác An được đưa vào nhà xác, Phát đã gặp Liên và thuyết phục cô hợp tác với mình, cả hai đã lấy tấm vé thật rồi đặt tấm vé giả vào xác An để đánh lừa mọi người. Sau khi lãnh tiền, Liên đã đưa toàn bộ số tiền cho Phát.
Phương đối mặt với Phát nhưng Phát phủ nhận mọi cáo buộc về mình. Phương đành phải sử dụng đoạn phim Phát ngộ sát Toàn (do Lộc vô tình quay lại được) để uy hiếp Phát, buộc anh ta trả lại số tiền. Phát và Phương sau đó xảy ra ẩu đả trên xe khiến chiếc xe gặp tai nạn giao thông, hai người cùng với Liên đều nhập viện. Cuối cùng Phương chia đều số tiền vào tài khoản của Khanh và Lộc; anh cũng gửi tiền cho Liên, cha mẹ của Toàn và vợ của Phát. Nhóm bạn ra gặp chính quyền tự thú về việc xâm phạm mồ mả và ngộ sát Toàn, kết quả là chỉ bị phạt một năm tù treo. Một thời gian sau, cả nhóm trở lại với cuộc sống bình thường của họ. Bộ phim kết thúc.

## Diễn viên
- Quốc Cường vai Phương
- Trung Dũng vai Khanh
- Huy Khánh vai Phát
- Thanh Thức vai An
- Trần Kim Hải vai Toàn
- Huỳnh Thi vai Lộc
- Diệp Bảo Ngọc vai Liên
- Tú Tri vai Loan
- Quỳnh Như vai Trinh
- Tạ Lâm vai Yến
- Bé Thùy Linh vai bé Mai
- Lý Hải vai Hai Gà
- Quách Ngọc Tuyên vai Đàn em của Hai Gà
- Hoàng Mèo vai Đàn em của Hai Gà
- Mạnh Dung vai Ba của Toàn
- Thụy Mười vai bà Tư
- Tiết Cương vai anh Năm
- Phạm Trưởng vai Khách hàng bất động sản
- Phi Phụng vai Bà chủ tiệm vé số
- Tiểu Bảo Quốc vai Ông chủ tiệm vé số
- Linh Barbie vai Con gái ông chủ tiệm vé số
- Ốc Thanh Vân vai Nhân viên công ty xổ số
- Mỹ Hòa vai Nhân viên công ty xổ số
- Phúc Julie vai Cô y tá